# Moucherolle barbichon
Myiobius barbatus
Pour les articles homonymes, voir Moucherolle à croupion jaune (homonymie).
Ne doit pas être confondu avec Moucherolle à ventre jaune, Moucherolle à sourcils jaunes ou Moucherolle à croupion roux.
Répartition géographique
Espèce
Statut de conservation UICN

 LC  : Préoccupation mineure
Le Moucherolle barbichon (Myiobius barbatus) ou Barbichon de Cayenne, est une espèce de passereaux de la famille des Onychorhynchidae.

## Habitat

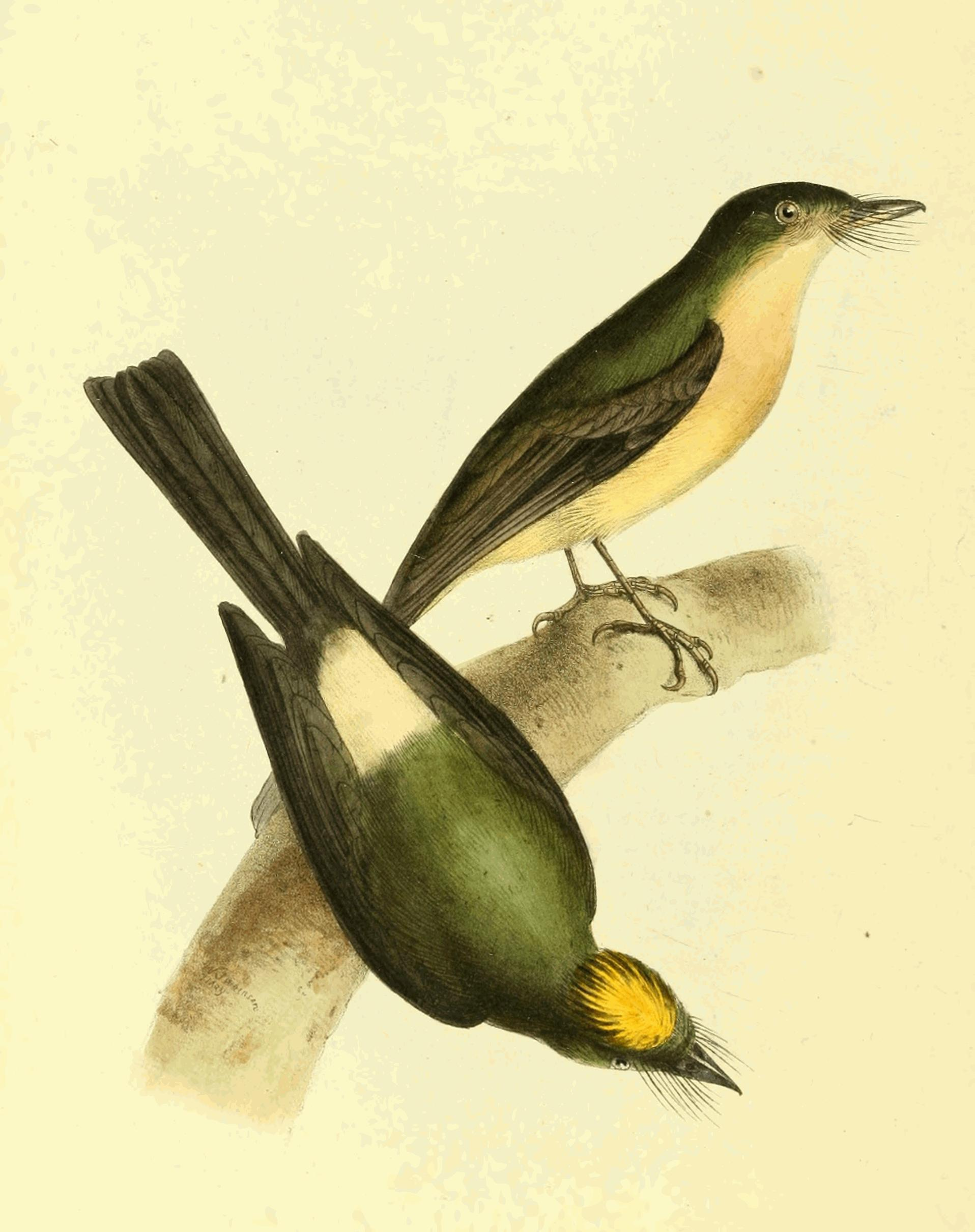

## Répartition et sous-espèces
- M. b. semiflavus Todd, 1919 — centre-est de la Colombie ;
- M. b. barbatus (Gmelin, JF, 1789) — au nord de l'Amazone ;
- M. b. amazonicus Todd, 1925 — à l'ouest du rio Madeira ;
- M. b. insignis Zimmer, 1939 —	à l'est du rio Tapajós ;
- M. b. mastacalis (Wied-Neuwied, 1821) — forêt atlantique.